# Byard's Leap
Byard's Leap är en by i civil parish Cranwell, Brauncewell and Byard's Leap, i distriktet North Kesteven, i grevskapet Lincolnshire, i England. Byn är belägen 22 km från Lincoln. Byards Leap var en civil parish från 1858 till 1931 då den blev en del av Cranwell and Byards Leap. Civil parish hade 21 invånare år 1921.